# Purana (album)
Pour l’article homonyme, voir Purana.
Albums de Nanase Aikawa
Foxtrot
(2000) 7 seven
(2004)
Singles
Purana est le 5e album de Nanase Aikawa, sorti sous le label Avex Trax le 16 février 2000 au Japon. Il atteint la 7e place du classement de l'Oricon et reste classé pendant 4 semaines.

## Liste des titres
| 1.  | Party☆2001                      | 5:31 |
| 2.  | Trick                           | 5:05 |
| 3.  | No Future                       | 5:49 |
| 4.  | Seven Seas                      | 5:28 |
| 5.  | Adieu                           | 6:47 |
| 6.  | Trust Me                        | 4:22 |
| 7.  | Sakura Saku (サクラサク)        | 5:03 |
| 8.  | Sugar Baby (シュウガーベイビー) | 4:35 |
| 9.  | Midnight Blue                   | 3:53 |
| 10. | "The End"                       | 5:01 |
| 11. | Anata no Ondo (あなたの温度)    | 5:23 |
| 12. | Dandelion                       | 4:48 |